# První vláda Marka Rutteho

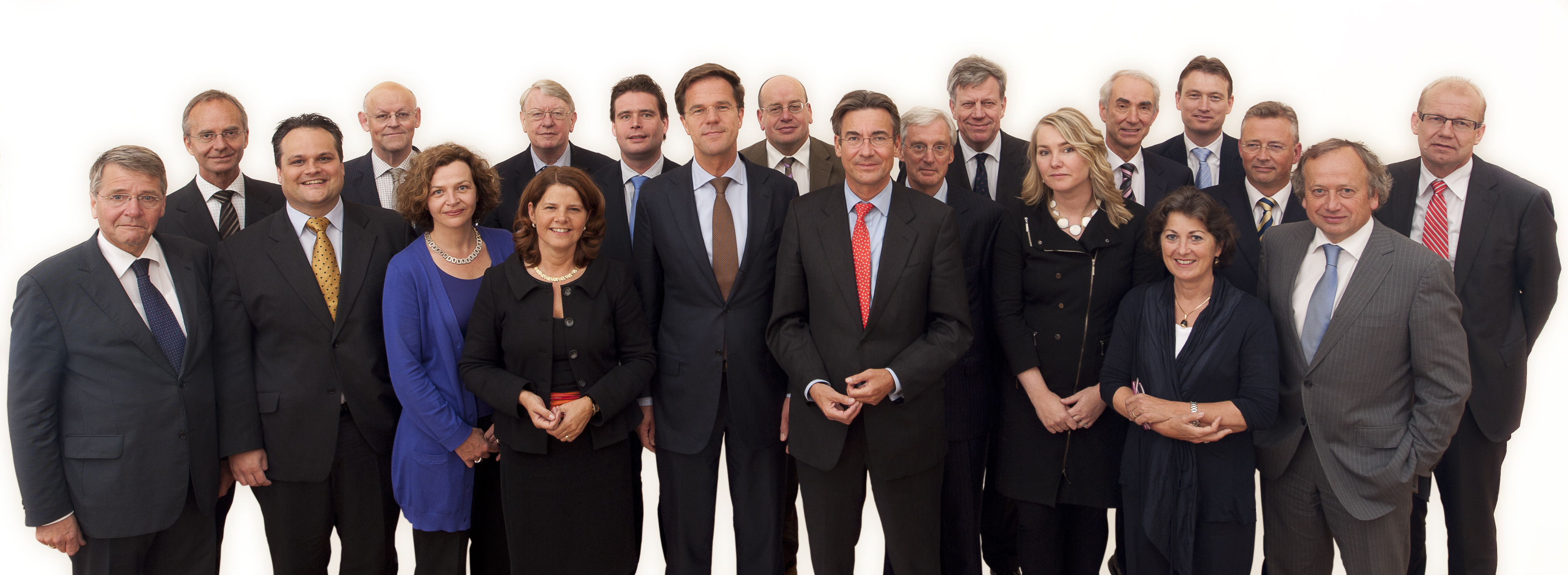
Společné foto Rutteho vlády.

První vláda Marka Rutteho byla od 14. října 2010 do 5. listopadu 2012 nizozemská menšinová koaliční vláda dvou politických stran – Lidové strany pro svobodu a demokracii (VVD, 31 mandátů) a Křesťanskodemokratické výzvy (CDA, 21 mandátů) v čele s Markem Ruttem za podpory Strany pro svobodu (PVV, 24 mandátů), která se vlády přímo neúčastní. Jmenována byla královnou Beatrix 14. října 2010. Její složení vzešlo z výsledku parlamentních voleb, které se uskutečnily 9. června 2010. Navázala na čtvrtý kabinet Jana Petera Balkenendeho.
Díky podpoře PVV vláda disponovala v parlamentu těsnou většinou až do 20. března 2012, kdy PVV opustil poslanec Hero Brinkman. Ačkoli Brinkman prohlásil, že bude vládu podporovat i nadále jako nezávislý, PVV odvolala svou podporu vládě 21. dubna 2012, když selhala jednání o nových úsporných opatřeních. Tím byla zahájena cesta k předčasným volbám, po nichž byla vláda nahrazena druhou vládou Marka Rutteho.

## Složení vlády
Vláda je tvořena dvanácti ministry a osmi státními sekretáři (tzv. náměstci ministrů neboli mladší ministři). Posty jsou rozděleny paritně, VVD i CDA obsadily po šesti ministrech a čtyřech státních sekretářích.
Stranický lídr VVD Mark Rutte je předsedou vlády, stranický lídr CDA Maxime Verhagen pak obsadil křeslo místopředsedy vlády a ministra.

### Členové vlády
| Foto                           | Gesce úřadu                                                           | Osoba                            | Strana | Poznámky             |
| ------------------------------ | --------------------------------------------------------------------- | -------------------------------- | ------ | -------------------- |
| Mark Rutte                     | předseda vlády                                                        | Mark Rutte                       | VVD    |                      |
|                                | místopředseda vlády ministr ekonomiky, zemědělství a inovací          | Maxime Verhagen                  | CDA    |                      |
| Piet Hein Donner               | ministr vnitra a královských vztahů                                   | Piet Hein Donner                 | CDA    | do 16. prosince 2011 |
| Liesbeth Spies                 | ministryně vnitra a královských vztahů                                | Liesbeth Spies                   | CDA    | od 16. prosince 2011 |
| Uri Rosenthal                  | ministr zahraničních věcí                                             | Uri Rosenthal                    | VVD    |                      |
| Jan Kees de Jager              | ministr financí                                                       | Jan Kees de Jager                | CDA    |                      |
| Ivo Opstelten                  | ministr veřejné bezpečnosti a spravedlnosti                           | Ivo Opstelten                    | VVD    |                      |
| Hans Hillen                    | ministr obrany                                                        | Hans Hillen                      | CDA    |                      |
| Marja van Bijsterveldtová      | ministryně vzdělání, kultury a vědy                                   | Marja van Bijsterveldt           | CDA    |                      |
| Melanie Schultz van Haegen     | ministryně infrastruktury a životního prostředí                       | Melanie Schultzová van Haegenová | VVD    |                      |
| Henk Kamp                      | ministr sociálních věcí a práce                                       | Henk Kamp                        | VVD    |                      |
| Edith Schippers                | ministryně zdravotnictví, prosperity a sportu                         | Edith Schippersová               | VVD    |                      |
| Gerd Leers                     | ministr pro imigrační a azylovou politiku                             | Gerd Leers                       | CDA    |                      |
| Ben Knapen                     | státní sekretář zahraničních věcí (evropská spolupráce a její rozvoj) | Ben Knapen                       | CDA    |                      |
| Henk Bleker                    | státní sekretář ekonomiky, zemědělství a inovací                      | Henk Bleker                      | CDA    |                      |
| Frans Weekers                  | státní sekretář financí                                               | Frans Weekers                    | VVD    |                      |
| Fred Teeven                    | státní sekretář veřejné bezpečnosti a spravedlnosti                   | Fred Teeven                      | VVD    |                      |
| Halbe Zijlstra                 | státní sekretář vzdělání kultury a vědy                               | Halbe Zijlstra                   | VVD    |                      |
| Joop Atsma                     | státní sekretář infrastruktury a životního prostředí                  | Joop Atsma                       | CDA    |                      |
| Paul de Krom                   | státní sekretář sociálních věcí a práce                               | Paul de Krom                     | VVD    |                      |
| Marlies Veldhuijzen van Zanten | státní sekretářka zdravotnictví, prosperity a sportu                  | Marlies Veldhuijzen van Zanten   | CDA    |                      |
| Zdroj: (NOS)                   |                                                                       |                                  |        |                      |